# اندیس باب کهنوج
باب کهنوج یک اندیس فلزی است که در حوالی شهر ساردوئیه استان کرمان قرار دارد و مادهٔ معدنی موجود در آن، طلا است. سنگ میزبان این اندیس پیروکلاستیکهای آندزیتی است و دیرینگی آن به دوران ائوسن می‌رسد. در این اندیس، پاراژنز‌های مس یافت می‌شوند.